# Okręg wyborczy Leeds Central
Okręg wyborczy Leeds Central powstał w 1885 r. i wysyłał do brytyjskiej Izby Gmin jednego deputowanego. Okręg zniesiono w 1955, a następnie przywrócono w 1983. Przed wyborami w 2024, został ponownie zniesiony.

## Deputowani do brytyjskiej Izby Gmin z okręgu Leeds Central

### Deputowani w latach 1885–1955
- 1885–1906: Gerald Balfour, Partia Konserwatywna
- 1906–1922: Robert Armitage, koalicyjni liberałowie
- 1922–1923: Arthur Wellesley Willey, Partia Konserwatywna
- 1923–1929: Charles Henry Wilson, Partia Konserwatywna
- 1929–1945: Richard Denman, Partia Pracy
- 1945–1955: George Porter, Partia Pracy

### Deputowani od 1983 r.
- 1983–1999: Derek Fatchett, Partia Pracy
- 1999–2024: Hilary Benn, Partia Pracy